# ماركيز دو كوستين
أستولف لويس ليونور، ماركيز دو كوستين (18 مارس 1790 - 25 سبتمبر 1857) أرستقراطي، وكاتب فرنسي اشتهر بكتاباته عن الرحلات، ولا سيما روايته عن زيارته لروسيا، روسيا في 1839. لا يوثق هذا العمل رحلات كوستين عبر الإمبراطورية الروسية فحسب، بل يوثق أيضًا النسيج الاجتماعي، والاقتصاد، وأسلوب الحياة في عهد نيكولاي الأول.

## روسيا عام 1839
اكتشف كوستين في النهاية أنه موهوب في الكتابة عن الرحلات. لقد كتب وصفًا جيدًا لرحلة إسبانيا وشجعه أونوريه دي بلزاك على كتابة روايات عن أجزاء أخرى (نصف أوروبية) من أوروبا، مثل جنوب إيطاليا وروسيا. في أواخر ثلاثينيات القرن التاسع عشر، ظهرت كتاب الديمقراطية في أمريكا لألكسيس دو توكفيل في أمريكا، والذي احتوى فصله الأخير على نبوءة بأن المستقبل لروسيا وأمريكا. مستلهمًا من أعمال توكفيل، قرر كوستين أن روسيا هي موضوع جهوده الكتابية القادمة. أطلق بعض المؤرخين على كوستين فيما بعد لقب «دو توكفيل روسيا».
زار كوستين روسيا في عام 1839، وقضى معظم وقته في سانت بطرسبرغ، ولكنه زار أيضًا موسكو وياروسلافل. كان رجعيًا سياسيًا في بلده، خائفًا من أن تؤدي الديمقراطية حتمًا إلى حكم الغوغاء، وذهب إلى روسيا بحثًا عن حجج ضد الحكومة التمثيلية، لكنه شعر بالفزع من الاستبداد المُمارس في روسيا ومن تعاون الشعب الروسي الواضح في اضطهادهم. عزا هذا الوضع إلى ما اعتبره تخلف الكنيسة الأرثوذكسية الروسية، إلى جانب الآثار الكارثية للغزو المغولي لروسيا في العصور الوسطى، وسياسات بطرس الأكبر.
كانت معظم سخرية كوستين مخصصة لطبقة النبلاء الروسية، وقال نيكولاي كوستين إن الأرستقراطية الروسية «لديها ما يكفي من لمعان الحضارة الأوروبية لتكون (وحشًا مدللًا) ولكنها ليست كافية لتصبح طبقة مثقفة. كانوا مثل الدببة المدربة التي تجعلك تتوق إلى البرية». انتقد كوستين التسار نيكولاي بسبب التجسس المستمر الذي أمر به ولقمعه بولندا. أجرى كوستين أكثر من محادثة مع تسار وخلص إلى أنه من الممكن أن يتصرف تسار كما فعل فقط لأنه شعر أنه مضطر إلى ذلك. «إذا لم يكن لدى الإمبراطور رحمة في قلبه أكثر مما يظهر في سياساته، فأنا أشفق على روسيا؛ ومن ناحية أخرى، إذا كانت مشاعره الحقيقية تتفوق حقًا على أفعاله، فأنا أشفق على الإمبراطور» (كينان 76).
وفقًا لكينان، رأى كوستين في روسيا مجالًا مروعًا للإطراء المذل للتسار والتجسس. قال كوستين إن الهواء أصبح أكثر حرية لحظة عبور المرء إلى بروسيا. في منتصف القرن العشرين، رسم العديد من المعلقين أوجه تشابه بين وصف كوستين لروسيا والاتحاد السوفيتي المعاصر، بالإضافة إلى ملاحظة العديد من أوجه التشابه بين مخطط شخصيته لنيكولاي الأول وجوزيف ستالين.

## نشر وتفاعل
نُشر كتاب روسيا عام 1839 لأول مرة بالكامل في عام 1843، ونُشر في ست طبعات وقرئ على نطاق واسع في إنجلترا وفرنسا وألمانيا، لكنه حُظر في روسيا، ولم يُنشر في نسخة كاملة حتى عام 1996. ومع ذلك، نشر العديد من المؤلفين الروس أعمالًا تنتقد الكتاب. رعت سلطات تسار تحقيقًا أكثر علمية عن روسيا أجراه أجنبي، هو أوغست فون هاكستهاوزن، الذي ألف دراسات حول الداخلية الروسية. يمكن تفسير هذا العمل على أنه محاولة لتقديم بحث موضوعي عن المؤسسات الاجتماعية التقليدية في روسيا، والتي اعتقد مستشارو تسار أنها تتعارض بشكل فعال مع عمل كوستين. كلف القيصر الكاتب الفرنسي هيبوليت آغر بكتابة تفنيد واسع النطاق. ومع ذلك، مع تراجع فضيحة عمل كوستين بحلول ذلك الوقت، قرر التسار أنه من الأفضل عدم تذكير الجمهور بالكتاب، ونُبذ المشروع.